# Lady Lilith
Lady Lilith es un óleo sobre lienzo de Dante Gabriel Rossetti pintado por primera vez entre 1866 y 1868 empleando como modelo a su amante Fanny Cornforth, siendo la obra alterada en 1872 con el fin de mostrar el rostro de Alexa Wilding. La pintura se exhibe actualmente en el Museo de Arte de Delaware. 

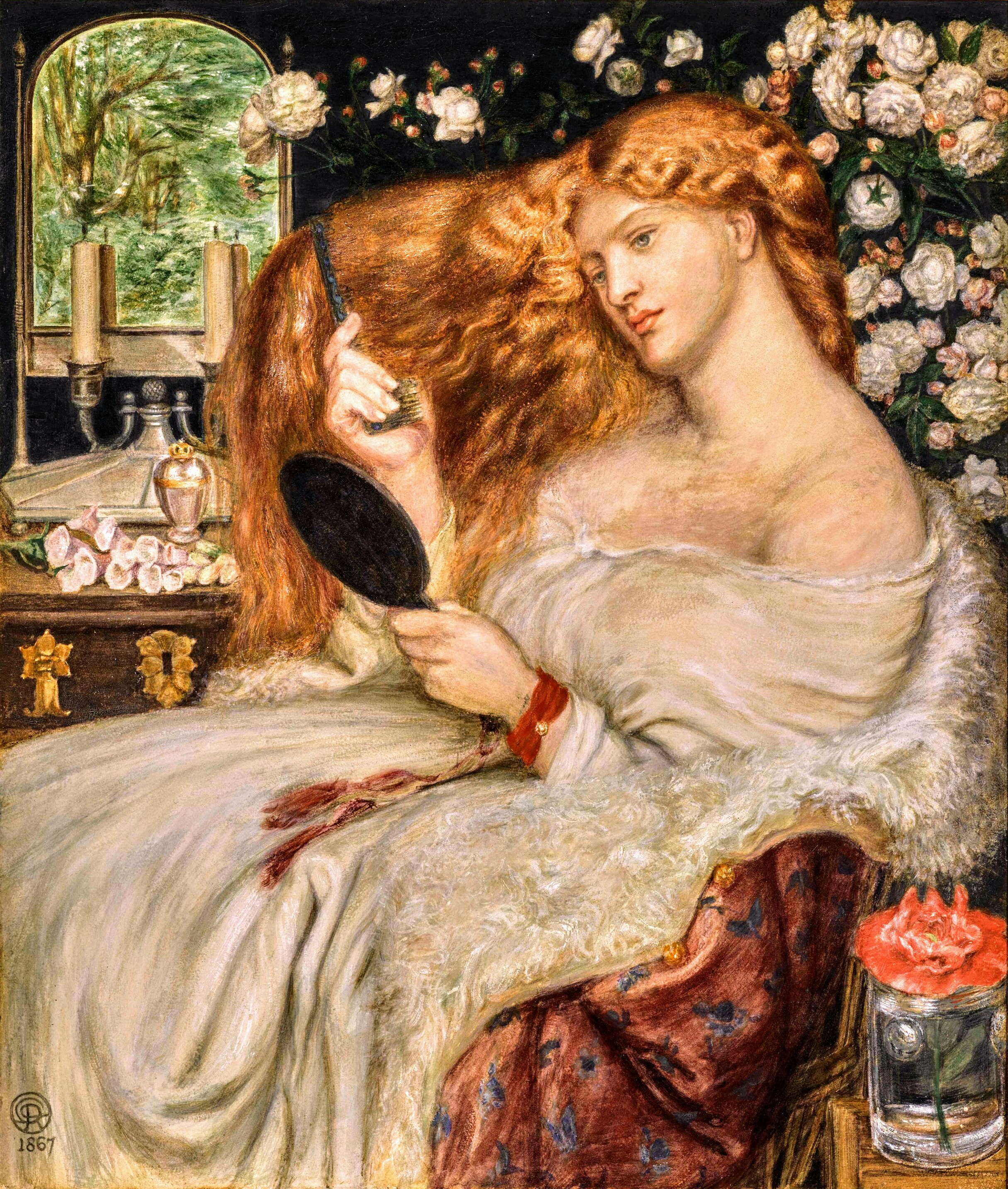
Réplica de Lady Lilith, por Rossetti (1867)

Una réplica en acuarela de 1867 la cual muestra el rostro de Cornforth se exhibe actualmente en el Museo Metropolitano de Arte de Nueva York. En el marco del cuadro figura un verso de la obra Fausto de Goethe, escrito con tinta por el propio Rossetti en la parte posterior del mismo:
Texto original en inglés:

Beware of her fair hair, for she excells

All women in the magic of her locks,
And when she twines them round a young man's neck

She will not ever set him free again.

Texto traducido al español:

Cuidado con su pelo rubio, por el cual destaca

Todas las mujeres en la magia de sus cabellos,
Y cuando los enrosca alrededor del cuello de un joven

Ella nunca lo liberará de nuevo.

## Historia

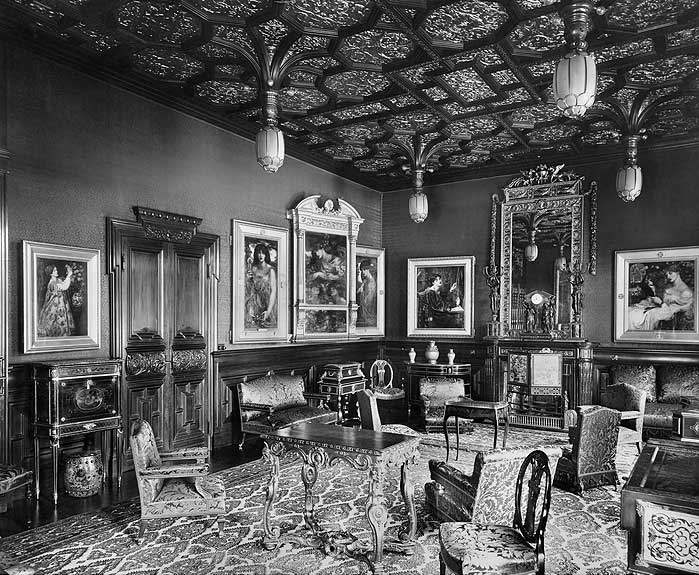
Sala de dibujo de Frederick Richards Leyland en 1892 (fotografía de Harry Bedford Lemere). De izquierda a derecha pueden observarse las siguientes obras: Monna Rosa, Mnemósine, La doncella bienaventurada, Proserpina, Veronica Veronese y Lady Lilith

Lady Lilith fue comisionada por el magnate naviero Frederick Richards Leyland a comienzos de 1866, siéndole entregada a principios de 1869 por un precio de 472 libras. Samuel Bancroft, dueño de una fábrica textil, adquirió la pintura por 525 libras en la venta del patrimonio de Leyland celebrada el 28 de mayo de 1892, comprando al menos otras cuatro obras de Rossetti y llegando a acumular con posterioridad una de las mayores colecciones de arte prerrafaelita fuera del Reino Unido. El patrimonio de Bancroft donó esta colección en 1935 al Museo de Arte de Delaware.
La pintura fue exhibida por primera vez en Londres en 1883; en Filadelfia en 1892 mientras la casa de Bancroft era ampliada para albergar nuevos cuadros; en Richmond, Virginia, en 1982; en Tokio en 1990; en Birmingham y Williamstown en 2000; y en Londres, Liverpool y Ámsterdam en 2003. En 2012, la pintura fue exhibida en la Tate Gallery de Londres, siendo expuesta del 17 al 19 de febrero de 2013 en la Galería Nacional de Arte de Washington D. C.

## Elaboración
El 9 de abril de 1866, Rossetti escribió a Leyland:

Debido a que continúa expresando su deseo de tener un buen cuadro mío, le escribo sobre otro que ya he empezado, el cual será uno de los mejores. La imagen representa a una dama peinando su cabello. Tiene el mismo tamaño que Palmifera - 36 x 31 pulgadas - y estará lleno de material, un paisaje visto en el fondo. Su color principalmente blanco y plata, con una gran masa de pelo dorado.

Actualmente se conservan dos estudios preparatorios datados de 1866, existiendo asimismo varios bocetos de una fecha probablemente anterior. Henry Treffry Dunn, ayudante de Rossetti, afirmó que el fondo floral fue la última parte del cuadro en ser pintada. Para ello, tanto Dunn como G. P. Boyce elaboraron cestas de rosas blancas de gran tamaño procedentes del jardín de John Ruskin en Denmark Hill con el fin de trasladarlas a la casa de Rossetti, ubicada en Chelsea. Sumado a lo anterior, se considera que Dunn recreó posteriormente Lady Lilith con tiza de color.

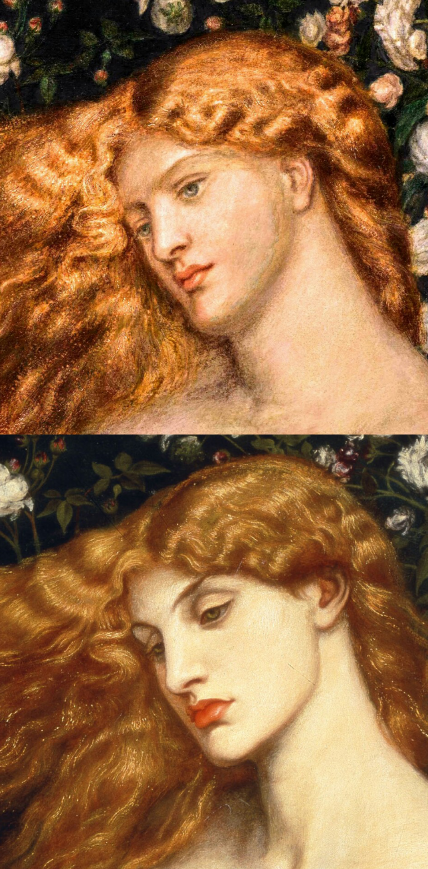
Comparativa del rostro de las dos versiones de Lady Lilith. Arriba, versión de la obra con el rostro de Fanny Cornforth; abajo, versión de la obra con el rostro de Alexa Wilding

Las fuentes bibliográficas no logran ponerse de acuerdo en si fue Leyland o Rossetti quien motivó la reelaboración de la obra, si bien todas ellas coinciden en que el cambio efectuado fue el reemplazo del rostro de Fanny Cornforth por el de Alexa Wilding. Para llevar a cabo esta modificación, la pintura fue devuelta a Rossetti en febrero de 1872, siendo la reelaboración completada el 2 de diciembre del mismo año en Kelmscott Manor, tras lo cual fue devuelta a Leyland.
Alexa, nacida Alice Wilding, tenía alrededor de veintisiete años al momento de la reelaboración de la obra, siéndole pagado un sueldo de 1 libra semanal por sus servicios como modelo y habiendo sido el rostro de Wilding utilizado con anterioridad para la reelaboración de Venus Verticordia. Pese a la fama de Rossetti de mantener relaciones amorosas con sus modelos, existen pequeñas o nulas evidencias de una relación de este tipo entre Wilding y el pintor.
Uno de los ayudantes de Rossetti, Charles Fairfax Murray, quien había elaborado copias de las obras de su maestro, afirmó que algunas pinturas atribuidas con posterioridad al artista constituían en realidad obras de sus ayudantes. Murray afirmó, además, que la versión de Lady Lilith expuesta en el Museo Metropolitano de Arte había sido pintada en realidad por Henry Treffry Dunn, declarando que Rossetti únicamente se había limitado a retocarla.

## Análisis
La pintura se centra en Lilith, si bien con la intención de mostrar a una «Lilith moderna» en vez de a la figura mitológica. Lilith, quien de acuerdo con el antiguo mito judaico fue «la primera esposa de Adán», siendo además su figura asociada con la seducción de los hombres y el asesinato de niños, es mostrada en la pintura de Rossetti como una «seductora poderosa y malvada» así como «una mujer icónica, tipo amazona, con el pelo largo y suelto». Lilith contempla su belleza en el espejo que sostiene con su mano izquierda, constituyendo esta obra una de las «pinturas espejo» de Rossetti. A pesar de que otros pintores elaboraron con posterioridad cuadros de mujeres narcisistas con espejos, Lady Lilith está considerada como el epítome de este género.
Las características de la obra normalmente destacadas son el simbolismo de la flor abierta así como el espacio irreal, abarrotador y sin profundidad de la pintura, ejemplificado en el bizarro espejo el cual refleja tanto las velas como el jardín exterior. Las rosas blancas indican, posiblemente, un amor sensual y frío a la vez, reflejando además la tradición de que las rosas enrojecieron o se volvieron de color rojo tras su encuentro con Eva. La amapola situada en la parte inferior derecha de la obra indica probablemente sueño u olvido a la vez que representa la lánguida naturaleza de Lilith, mientras que las dedaleras situadas cerca del espejo indican posiblemente insinceridad.
Por otro lado, la cabellera de Lilith es el enfoque de la composición y del soneto que acompaña al cuadro, Belleza del cuerpo; su melena rubia es cúlmine de la fascinación de Rossetti por el cabello de la mujer y es usada como muestra visual e iconográfica de la letalidad de Lilith, además de un símbolo de su sensualidad, obviado por la exagerada cantidad de esta y la manera en que Lilith la sostiene, exhibiéndola ostentosamente, traduce lo orgullosa y consciente que está de su sexualidad.

## Belleza del almayBelleza del cuerpo
Lady Lilith forma pareja con otra obra de Rossetti, Sibylla Palmifera, pintada entre 1866 y 1870, para la cual Wilding sirvió también como modelo. Mientras Lady Lilith representa la belleza del cuerpo, de acuerdo con el soneto de Rossetti inscrito en el marco, Sibylla Palmifera representa la belleza del alma, nuevamente según el soneto inscrito por el pintor en el marco de la obra.
Rossetti empezó a pintar Sibylla Palmifera tras persuadir a George Rae para que lo comisionase a finales de 1865, siendo el precio final 450 guineas y trabajando el pintor esporádicamente en el cuadro hasta completarlo en diciembre de 1870. Durante el proceso de elaboración de la pintura, en junio de 1869, Rossetti recibió 200 libras por parte de Leyland a cambio de una copia la cual nunca llegó a ser completada.
El nombre Palmifera significa «portador de palma», sosteniendo la modelo de la obra una palma entre sus manos. Esta palma, junto con las mariposas mostradas a la derecha del cuadro, indica posiblemente la naturaleza espiritual de la pintura, teniendo la obra además una simbología floral reflejada en las rosas rojas y en las amapolas, así como un fondo poco realista.
Rossetti escribió el soneto Belleza del alma (Soul's Beauty) a modo de complemento de Sibylla Palmifera del mismo modo que el soneto Lilith acompaña a Lady Lilith. Ambos poemas fueron publicados por primera vez en la obra de Algernon Charles Swinburne Notes on the Royal Academy Exhibition en 1868. En 1870, los poemas fueron nuevamente publicados, esta vez por Rossetti, en su obra Sonnets for Pictures, si bien no fue hasta 1881 que los sonetos formaron una pareja. Rossetti decidió contrastar directamente ambos poemas, rebautizando Lilith como Belleza del cuerpo (Body's Beauty) y publicándolos en dos páginas consecutivas en su libro La casa de la vida (The House of Live) como los sonetos LXXVII y LXXVIII.

### Soneto LXXVIIIBelleza del cuerpo
Se cuenta de la primera mujer de Adán, Lilith,

(la hechicera a quien amó antes de recibir el regalo de Eva)
que su lengua engañaba antes que la de la serpiente
y su pelo embrujado fue el oro primigenio.
Inmóvil permanece; joven, mientras el mundo se hace viejo;
y, delicadamente contemplativa de sí misma,
hace que los hombres contemplen la red brillante que teje,
hasta que corazón y cuerpo y vida en ella quedan presos.

La rosa y la amapola son sus flores; pues ¿dónde
podremos encontrar, oh Lilith, aquél a quien no engañen
tus fragancias, tu sutil beso y tus sueños tan dulces?
Ah, en el mismo instante en que ardieron los ojos del joven en los tuyos,
tu embrujo lo penetró, quebró su altivo cuello

y retorció su corazón con uno solo de tus cabellos de oro.

## Perspectiva feminista
Según el mito, Lilith es una mujer sexual, tentadora y poderosa, la cual se resiste a ser dominada por los hombres, por lo que ha sido considerada un símbolo del movimiento feminista. En la obra de Rossetti, Lilith centra su atención en su propia belleza, reflejándose la lujuria en su melena libre y sensual, además de carecer del característico corsé de la época victoriana, luciendo en su lugar, según Amy Scerba: «prendas de ropa las cuales parece que pronto van a ser retiradas». Por su parte, Elizabeth G. Gitter afirma lo siguiente:

Cuanto más abundante es el cabello, más potente es la invitación sexual que implica su exhibición. Para la gente, las tradiciones literarias y psicoanalíticas coinciden en que la exuberancia del cabello es un índice de sexualidad vigorosa, incluso de desenfreno.

## Galería de imágenes (detalles de la obra)

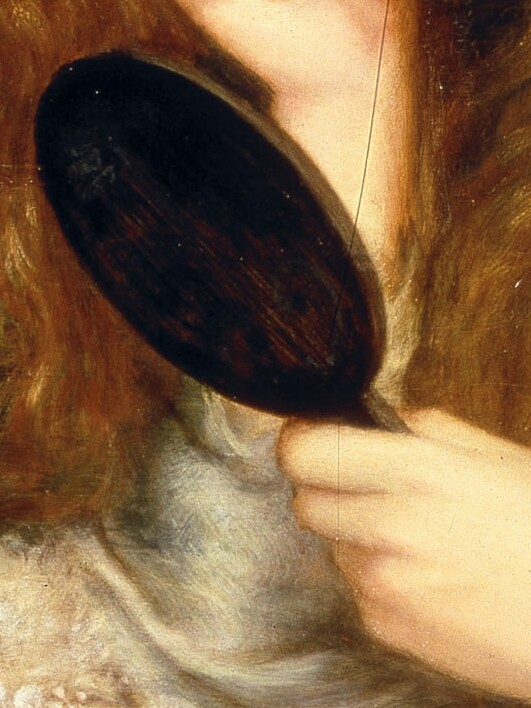
Detalle del espejo de mano
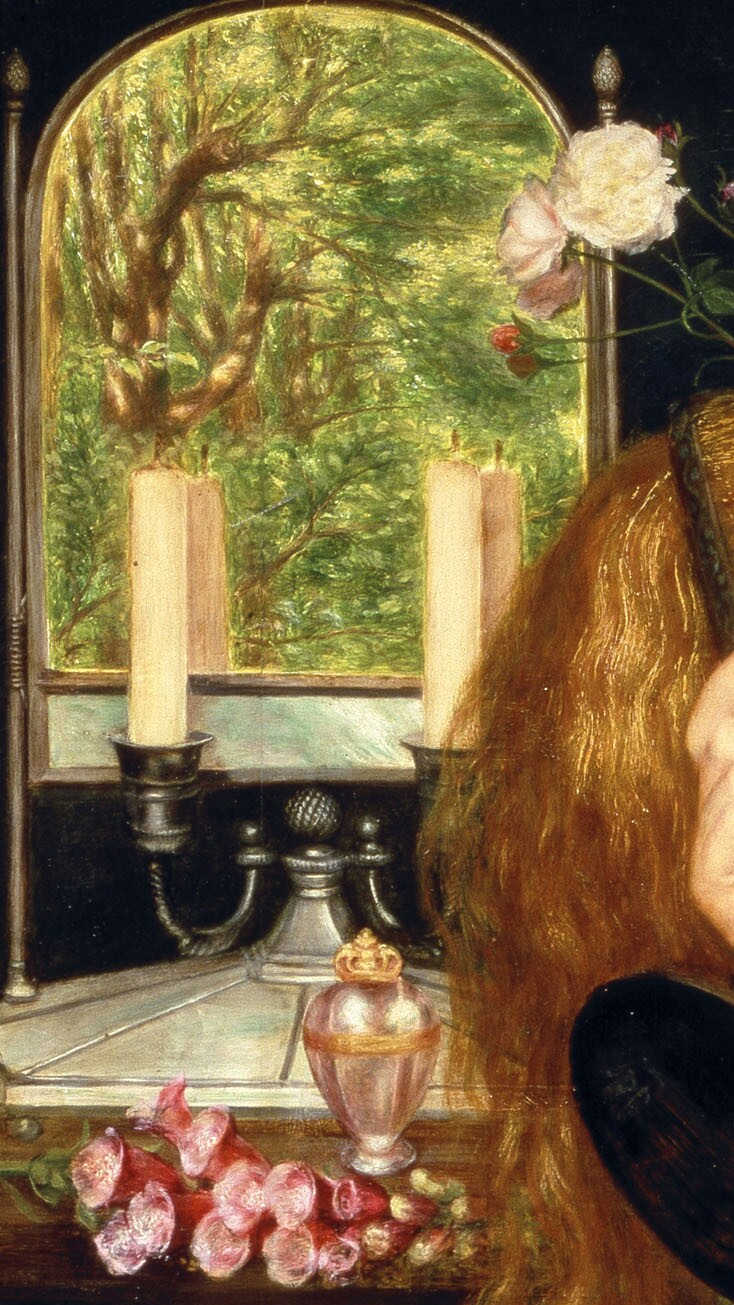
Detalle del espejo, las velas y las dedaleras
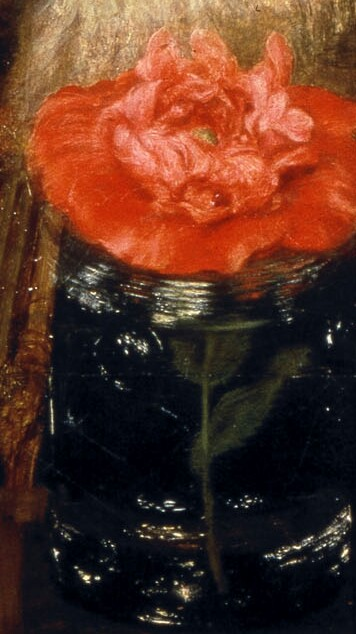
Detalle de la amapola

## Galería de imágenes (páginas deEl libro de la vida)

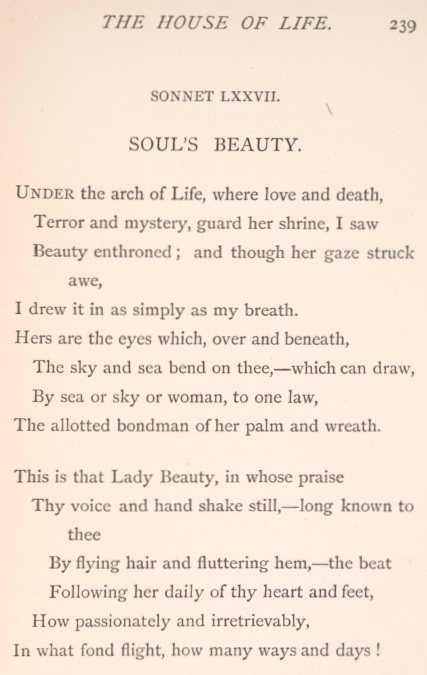
Página 239: Soneto LXXVII Belleza del alma (texto en inglés)
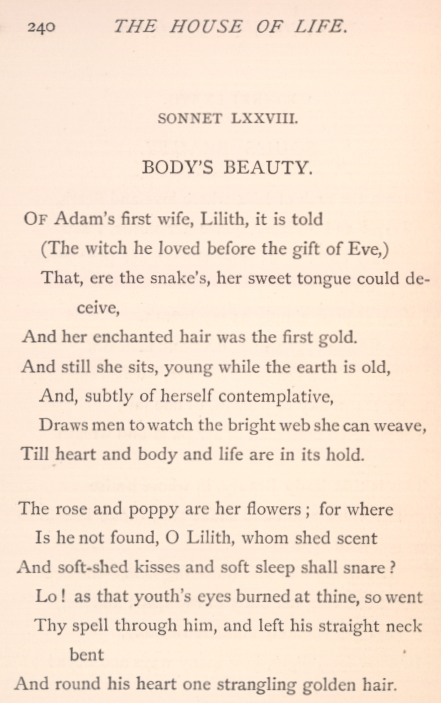
Página 240: Soneto LXXVIII Belleza del cuerpo (texto en inglés)